# Finlandsserien i bandy
Finlandsserien i bandy är Finland näst högsta division i bandy. Den organiseras av Finlands Bandyförbund, och hade premiär 1931 som en B-utslagsturnering.